# II. Szenuszert
II. Szenuszert (uralkodói nevén Haheperré; ur.: kb. i. e. 1895 – i. e. 1878) az ókori egyiptomi XII. dinasztia negyedik fáraója. II. Amenemhat fia. Uralkodására béke volt jellemző, virágzott a kereskedelem, kiépült a fajjúmi öntözőrendszer. Piramisa Káhúnban áll, a rajta dolgozó munkások falva az első fennmaradt tervezett települések egyike, jelentős lelőhely.

## Családi háttere
II. Amenemhat fáraó fia volt. Négy felesége ismert, mindannyian a testvérei voltak: II. Nofret, I. Henemetnoferhedzset – tőle született utódja, III. Szenuszert –, valamint valószínűleg Henemet és Itaweret. III. Szenuszerten kívül még négy gyermeke ismert, nekik nem tudni, ki volt az anyjuk. Szenuszertszoneb herceget és Nofret hercegnőt egy kahúni, ma Berlinben őrzött papiruszon említik, mely a királyi családnak bemutatott áldozatokat sorolja fel. Itakajet hercegnőt, akit szintén említ a papirusz, III. Szenuszert dahsúri piramiskomplexumában, a III. piramisban temették el. Szithathorjunet hercegnőt, aki valószínűleg III. Szenuszert felesége volt, Kahúnban temették el, itt talált ékszerei az egyiptomi aranyművesség remekei.

## Uralkodása
Dinasztiája fáraói közül II. Szenuszert uralkodásának hosszáról van a legtöbb vita. A torinói királypapirusz a dinasztia egy ismeretlen királyánál 19 évnyi uralkodási időt említ, ezt a királyt gyakran azonosítják Szenuszerttel, neki azonban a legmagasabb, korabeli dokumentumokban említett uralkodási éve a nyolcadik (ez egy homokkő sztélén szerepel, melyet 1932 júniusában találtak a toskai kőbányában).
Emiatt szokás tíz évnyi vagy kevesebb uralkodási időt tulajdonítani neki, a 19 évnyi uralkodást pedig utódjának, III. Szenuszertnek. Más egyiptológusok, mint Jürgen von Beckerath és Frank Yurco szerint azonban II. Szenuszert uralkodása tartott 19 évig, tekintve, hogy kevesebb idő alatt nehéz lett volna kivitelezni a neki tulajdonított építkezéseket, úgymond a kahúni piramiskomplexumot, amely „még a Középbirodalom piramisainál rendszerint használt vályogtéglákból is tizenöt-húsz évbe telhetett felépíteni” (Yurco).
Elődjétől eltérően II. Szenuszert jó kapcsolatot tartott fenn a területi kormányzókkal, akik csaknem olyan gazdagok voltak, mint maga a fáraó.

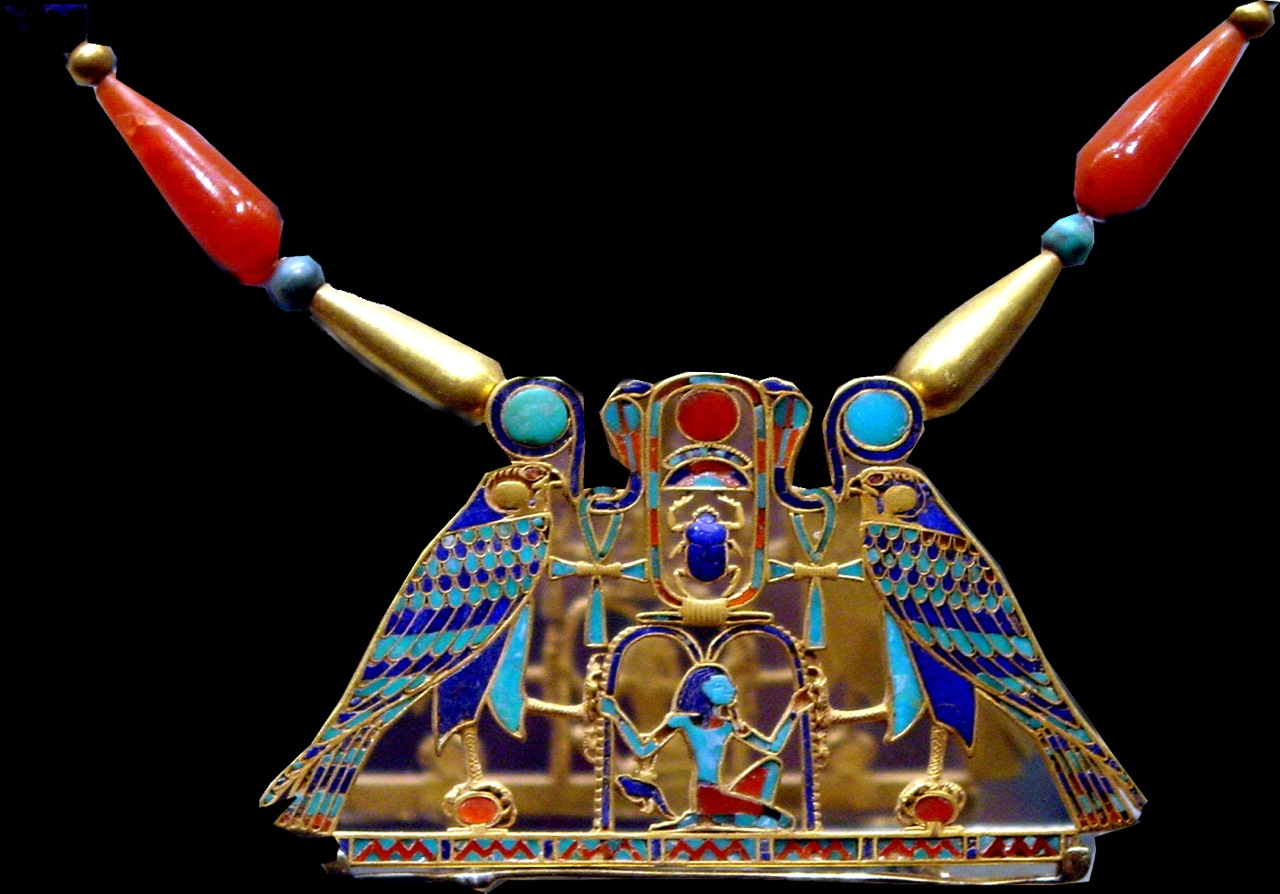
Szenuszert melldísze

Szenuszert nagy érdeklődést tanúsított a fajjúmi oázisok iránt, és a megművelhető földterület növelése érdekében kiépíttetett itt egy kiterjedt csatornarendszert, Fajjúm és a mai Bahr-Juszuf csatorna között, a Moirisz-tavon át. Ez a csatornarendszer elszívta és hasznosította azt a vizet, ami a tóba ömölve elpárolgott volna. Nem biztos, hogy az építkezés Szenuszert uralkodása alatt be is fejeződött, de kétségtelen, hogy a fáraó nagy szerepet játszott a környék jelentőségének növelésében.
A királyi nekropoliszt is erre a környékre, Kahúnba költöztette Dahsúrból; a hely a XII. dinasztia uralkodásának hátralévő részében és a XIII. dinasztia alatt Egyiptom közigazgatási fővárosa maradt. Az itt épülő piramison dolgozó munkások falva Szenuszerthotep („Szenuszert elégedett”, mai nevén Káhún).
Nem tudni, II. Szenuszert társuralkodóként maga mellé vette-e fiát, ahogy az a Középbirodalom idején szokásban volt. A társuralkodás mellett szóló bizonyítékként felmerült egy szkarabeusz, melyen mindkét király neve szerepel, egy felirat, melyen a két fáraó idejében megkezdett bizonyos szertartások folytatását ünneplik, és egy papirusz, mely egyszerre említi II. Szenuszert tizenkilencedik és III. Szenuszert első uralkodási évét. Egyik sem perdöntő bizonyíték azonban a társuralkodás létére. A papiruszt ezenkívül kizárja a bizonyítékok közül, hogy időközben bebizonyították, egy generációval későbbi, azaz III. Szenuszert tizenkilencedik és III. Amenemhat első évét említi. II. Szenuszert uralkodásából származó dokumentumot mindeddig Kahúnban, az új fővárosban nem találtak.

## Sírja

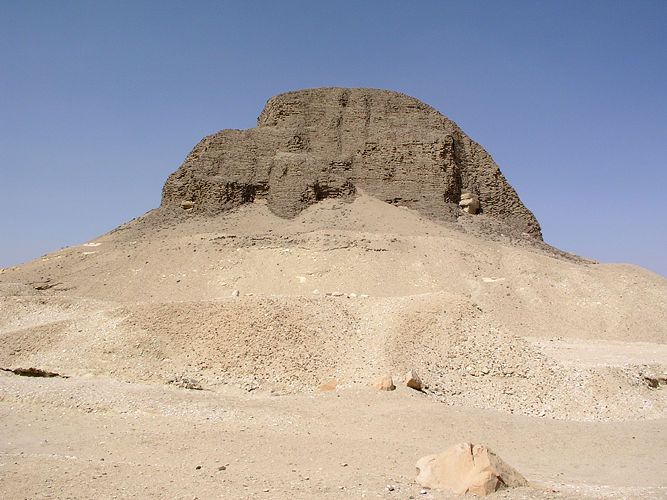
Szenuszert piramisa

II. Szenuszert sírvárosa és 48,65 m magas piramisa, a Szenuszert megjelenik a fajjúmi Hawara-medence bejáratánál, a mai El-Lahún (Kahún) település közelében épült.

## Név, titulatúra
A fáraók titulatúrájának magyarázatát és történetét lásd az Ötelemű titulatúra szócikkben.
| G5 |

| G5 |

| s | T32 | N16 · N16 |

| s | T32 | N16 · N16 |

| s | T32 | N16 · N16 |

| s | T32 | N16 · N16 |

| G5 |

| G5 |

| s | T32 | N16 · N16 |

| s | T32 | N16 · N16 |

| s | T32 | N16 · N16 |

| s | T32 | N16 · N16 |

| G16 |

| G16 |

| s | xa · a · Y1 | Aa11 · a · t | H6 |

| s | xa · a · Y1 | Aa11 · a · t | H6 |

| G16 |

| G16 |

| s | xa · a · Y1 | Aa11 · a · t | H6 |

| s | xa · a · Y1 | Aa11 · a · t | H6 |

| G8 |

| G8 |

| Htp · nTrw |

| Htp · nTrw |

| G8 |

| G8 |

| Htp · nTrw |

| Htp · nTrw |

| M23 | L2 |

| M23 | L2 |

| ra | xpr | xa |

| ra | xpr | xa |

| ra | xpr | xa |

| ra | xpr | xa |

| ra | xpr | xa |

| ra | xpr | xa |

| ra | xpr | xa |

| ra | xpr | xa |

| M23 | L2 |

| M23 | L2 |

| ra | xpr | xa |

| ra | xpr | xa |

| ra | xpr | xa |

| ra | xpr | xa |

| ra | xpr | xa |

| ra | xpr | xa |

| ra | xpr | xa |

| ra | xpr | xa |

| G39 | N5 | \| \| |
|     |    |       |

|  |

| G39 | N5 | \| \| |
|     |    |       |

|  |

| wsr | s | D21 · t | z · n |

| wsr | s | D21 · t | z · n |

| wsr | s | D21 · t | z · n |

| wsr | s | D21 · t | z · n |

| wsr | s | D21 · t | z · n |

| wsr | s | D21 · t | z · n |

| wsr | s | D21 · t | z · n |

| wsr | s | D21 · t | z · n |

| G39 | N5 | \| \| |
|     |    |       |

|  |

| G39 | N5 | \| \| |
|     |    |       |

|  |

| wsr | s | D21 · t | z · n |

| wsr | s | D21 · t | z · n |

| wsr | s | D21 · t | z · n |

| wsr | s | D21 · t | z · n |

| wsr | s | D21 · t | z · n |

| wsr | s | D21 · t | z · n |

| wsr | s | D21 · t | z · n |

| wsr | s | D21 · t | z · n |